# Hiéroglyphe égyptien U21

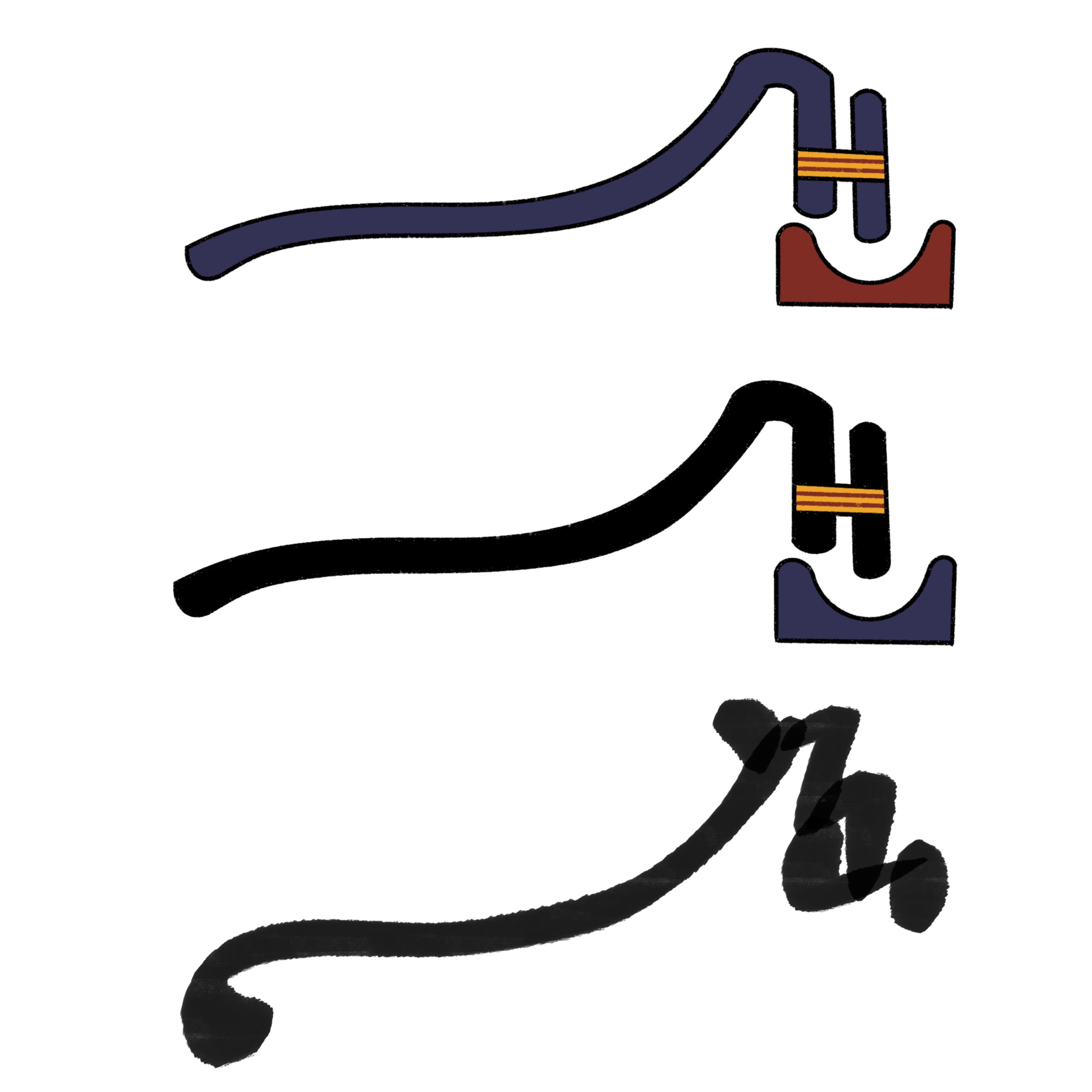
Versions hiéroglyphiques et hiératique

L'herminette, en hiéroglyphes égyptiens, est un caractère hiéroglyphique trilitère classé dans la section U « Agriculture, arts et métiers » de la liste de Gardiner, noté U21. Il représente une herminette entaillant un morceau de bois. Il est translittéré stp. Il signifie « élu ».

## Exemples de mots
Ce caractère est utilisé dans le sens de « élu » ou « choisi » dans un certain nombre noms égyptiens, notamment des noms de pharaons. On le retrouve ainsi dans le nom de Nesout-Bity de Ramsès II, en translittération, Wsr-Mȝˁ.t-Rˁ Stp-n-Rˁ, et en transcription française « Ouser Maât Rê Setep n Rê », qui signifie littéralement « la justice de Rê est puissante, élu de Rê » : 
| ra | wsr | mAat | ra · stp · n |